# Ruby Wax
Ruby Wax  (Originalmente Wachs,  nascida em 19 de abril de 1953)  é uma atriz, comediante, escritora, personalidade de televisão e ativista de saúde mental estadunidense-britânica. Atriz com formação clássica, Wax esteve na Royal Shakespeare Company por cinco anos e co-estrelou a sitcom da ITV Girls on Top (1985–1986).
Wax ganhou destaque como entrevistador cômico, reproduzindo as percepções britânicas do estridente estilo americano em programas de televisão, incluindo The Full Wax (1991–1994), Ruby Wax Meets... (1994–1998), Ruby (1997–2000) e The Ruby Wax Show (2002). Ela foi editora de roteiro da sitcom da BBC Absolutely Fabulous (1992–2012), também aparecendo em dois episódios.
Wax possui cidadania americana e britânica e reside no Reino Unido desde a década de 1970. Em 2013, ela obteve um mestrado em terapia cognitiva baseada em mindfulness pela Universidade Kellogg , Oxford . Wax foi nomeado oficial honorário da Ordem do Império Britânico (OBE) nas Honras Especiais de 2015 por serviços prestados à saúde mental. Suas memórias How Do You Want Me? (2002) e Sane New World (2013) alcançaram o primeiro lugar na lista de best-sellers do Sunday Times .
Wax nasceu Ruby Wachs e foi criada em Evanston, Illinois, filha de Edward e Berthe Wachs ( nascida Goldmann. ) Seus pais eram judeus austríacos que deixaram a Áustria em 1938 por causa da ameaça nazista . Seu pai era fabricante de salsichas e sua mãe era contadora. Uma vez estabelecido em Chicago, seu pai mudou a grafia do sobrenome da família de Wachs para Wax.
Wax estudou psicologia na Universidade da Califórnia, em Berkeley, saindo após um ano sem concluir o curso.

## Carreira

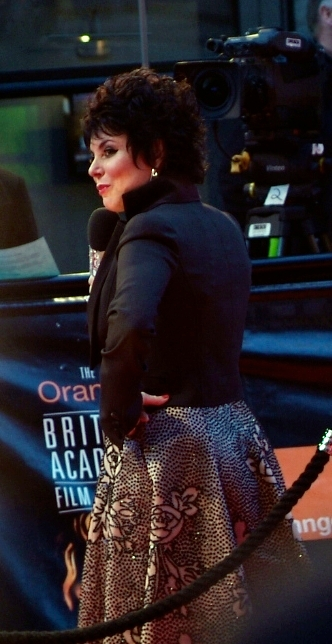
Wax na premiação BAFTA de 2007.

### Início de carreira
Wax mudou-se para o Reino Unido e estudou na Royal Scottish Academy of Music and Drama em Glasgow. Ela começou sua carreira    na dramaturgia como atriz heterossexual no Crucible Theatre, Sheffield, onde começou uma longa parceria de roteiro e direção com Alan Rickman, que mais tarde dirigiu muitos de seus shows de comédia no palco.
Em 1978, ela ingressou na Royal Shakespeare Company, trabalhando ao lado de Juliet Stevenson em Measure for Measure, como Jaquenetta ao lado de Michael Hordern em Love's Labors Lost, substituindo Zoë Wanamaker como Jane em The Way of the World e aparecendo no Howard Brenton three-hander Sore Throats Enquanto estava no RSC, Wax também conheceu e fez amizade com Ian Charleson, e mais tarde contribuiu com um capítulo para o livro de 1990, For Ian Charleson: A Tribute. Em 1981, Wax apareceu como um fã americano de pistas no filme inovador de Charleson, Chariots of Fire.
Wax fez uma aparição única em um episódio de 1980 de The Professionals, Bloodsports, interpretando Lonnie, um estudante americano. Em 1981, ela apareceu na sequência de The Rocky Horror Picture Show, chamada Shock Treatment . No filme, Wax interpreta Betty Hapschatt, que se casou com Ralph Hapschatt no primeiro filme. Wax também apareceu brevemente como secretária em Omen III: The Final Conflict.

### Trabalho de comédia
Em 1985, ela estrelou como a tagarela atriz americana Shelley DuPont na sitcom britânica Girls on Top .
Em 1987, Wax recebeu seu próprio programa de bate-papo de comédia, Don't Miss Wax, no Canal 4 . Ela também foi contratada como apresentadora de rádio pela Superstation, um serviço noturno de manutenção para rádios comerciais no Reino Unido. Em dezembro de 1989, ela apareceu no episódio " Timeslides " de Red Dwarf como a apresentadora de televisão Blaize Falconberger do programa de ficção " Lifestyles of the Disgustingly Rich and Famous" .
Wax começou a trabalhar com a BBC em 1991, com o programa The Full Wax (1991–94). Em 1994, Ruby Wax Meets Madonna foi ao ar na BBC, seguido pela série Ruby Wax Meets... (1996–98), na qual ela entrevistou figuras públicas como Imelda Marcos, OJ Simpson, e Pamela Anderson. Ruby Wax Meets... foi indicada ao Prêmio BAFTA de 1997 (creditado a Clive Tulloh e Don Boyd), por uma entrevista com Sarah, Duquesa de York, uma entrevista que atraiu mais de 14 milhões de telespectadores. Ela também fez duas participações especiais em Absolutely Fabulous, programa no qual atuou como editora de roteiro durante toda a série.
De novembro de 2001 a junho de 2002, Wax apresentou um programa de perguntas e respostas na BBC One, The Waiting Game. Sua última série de entrevistas para a BBC foi ao ar em 2003. Em 2005, Wax apareceu como um limpador no videoclipe da música Comic Relief do McFly, All About You.

### Escrita, Vida academica, treinamento corporativo e retornos à televisão e aos palcos
Em 2002, Wax se tornou o apresentador do Commercial Breakdown. Naquele ano, Wax publicou seu livro de memórias How Do You Want Me?, que liderou a lista de best-sellers do The Sunday Times.
Em março de 2003, Wax foi uma das celebridades concorrentes na Comic Relief does Fame Academy, um spin-off da BBC 's Fame Academy, com todos os rendimentos doados para a Comic Relief. Apesar de não ser um bom cantor, Wax chegou à final, levando a posição de vice-campeão para Will Mellor.
Em 2004, a BBC planejava exibir a série de desenhos animados Popetown, zombando da Igreja Católica . Wax retratou o Papa como uma criança mimada.  Após protestos, a BBC não transmitiu o programa.
Em fevereiro de 2004, a emissora irlandesa Patricia Danaher chegou a um acordo extrajudicial com Wax,  a qual alegou falsamente que Danaher havia feito comentários "racistas" e "anti-semitas" sobre ela em uma entrevista para a Ulster Television. A equipe jurídica de Wax pediu desculpas no tribunal, aceitou que Danaher não fez declarações racistas ou anti-semitas e anunciou que houve um acordo financeiro.
Em novembro de 2005, Wax foi criticado pelo colunista do Daily Mail, Richard Kay, por supostamente se opor a uma proposta de rampa de acesso para deficientes para a galeria de arte beneficente Couper Collection. O jornal de domingo do Reino Unido, The Observer, também relatou a controvérsia. Em 2006, Wax respondeu às alegações do London Evening Standard : "Oh, não, isso não é verdade. Isso é tão estranho. Por que eu me oporia a uma rampa desativada? Não era nem sobre isso."
Wax apareceu em um papel coadjuvante ao lado de Olivia Williams e Andie MacDowell no filme de 2005 Tara Road . Em setembro e outubro de 2005, ela apareceu como uma celebridade concorrente na Ant &amp; Dec's Gameshow Marathon, progredindo até a Sale of the Century antes de ser eliminada. No verão de 2006, ela foi uma celebridade saltadora no evento Sport Relief da BBC Only Fools on Horses . Ela apresentou o Cirque de Celebrité no Sky One em 2006. Wax também apareceu em um episódio de Jackass, participando do Gumball 3000 . Enquanto a corrida foi interrompida na fronteira com a Letônia, ela lutou contra a personalidade de Jackass , Chris Pontius .
Em março de 2009, Wax voltou ao Comic Relief para participar do Comic Relief Does The Apprentice . Wax apareceu no Comic Relief in Comic Relief Does Masterchef de 2011, no qual Wax preparou um aperitivo para o então primeiro-ministro David Cameron .
Em 1º de abril de 2009, Ruby Wax Goes Dutch estreou na rede de televisão holandesa NET 5 . 
Ela foi nomeada chanceler da Universidade de Southampton, iniciando suas funções em 1º de maio de 2019.
Wax ensina comunicação empresarial nos setores público e privado. Os clientes incluem Deutsche Bank, UK Home Office e Skype.
Em setembro de 2013, Wax formou-se no Kellogg College, em Oxford, com mestrado em terapia cognitiva baseada em mindfulness . Ela já havia obtido um certificado de pós-graduação em psicoterapia e aconselhamento da Universidade Regent's  em Londres.
Em 2016, Wax publicou seu primeiro livro sobre mindfulness, A Mindfulness Guide For The Frazzled, no qual ela deu origem ao seu próprio curso de mindfulness de seis semanas com a bênção de Mark Williams, seu professor em Oxford e co-criador da terapia cognitiva baseada em mindfulness.
Após o lockdown de 2020 causado pela pandemia de COVID-19, seu livro And Now for the Good News ... foi publicado. Ainda relacionado ao mindfulness, O mesmo discute sua descoberta de novas formas de educação, comunidade, autossustentabilidade, negócios ou voluntariado para melhorar vidas internacionalmente.  Seu livro A Mindfulness Guide For Survival foi publicado em agosto de 2021.
Ela leciona na universidade de Bangor  e em 2022 recebeu um diploma honorário da universidade.

## campanha de saúde mental

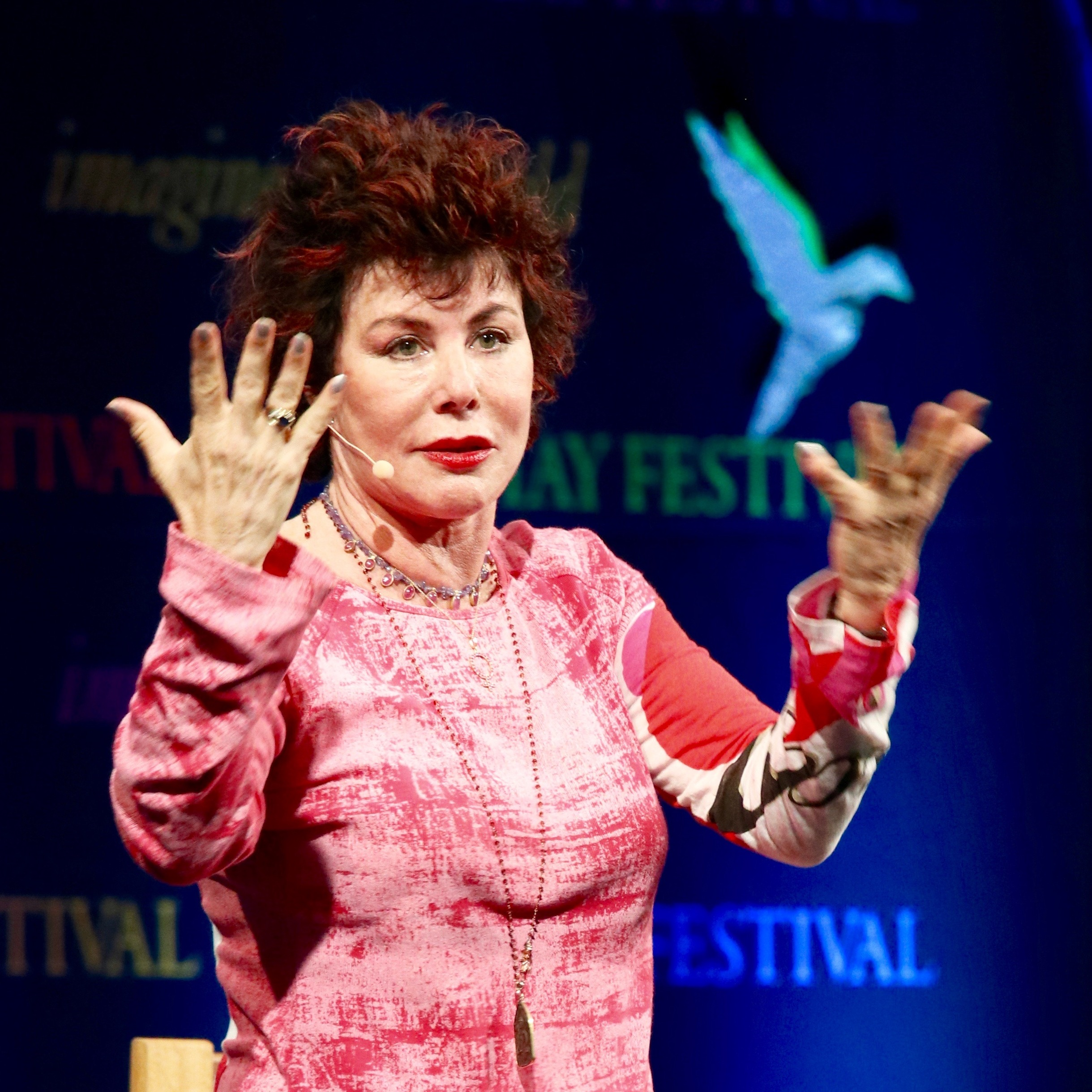
Wax em 2016

Wax tem falado abertamente sobre sua luta contra o transtorno bipolar e a depressão . Ela fez uma série online sobre questões de saúde mental para a BBC e trabalhou com instituições de caridade de saúde mental.
O show de stand-up de Wax em 2010, Losing It, tratou de sua saúde mental, incluindo o tempo que ela passou em uma clínica psiquiátrica. Wax fundou o site de saúde mental (que agora faz parte da instituição de caridade de saúde mental SANE ) em 2011 em resposta à reação do público de seu show de teatro.
Em 2013, Wax publicou Sane New World, que se tornou um best-seller número um. Foi seguido em janeiro de 2016 por A Mindfulness Guide for the Frazzled . Em 2018 saiu seu terceiro livro sobre o tema da saúde mental: How to Be Human: The Manual, escrito com a ajuda de um neurocientista e um monge.
Em junho de 2015, Wax foi nomeada Professora Visitante em Enfermagem em Saúde Mental na Universidade de Surrey . Em 2015, foi anunciado que ela seria nomeada Oficial da Ordem do Império Britânico por seus serviços à saúde mental.
Em maio de 2023, Wax lançou seu novo livro e o audiolivro que o acompanha Não estou tão bem quanto pensei que estava, que detalha sua vida recente, incluindo mais tempo gasto recebendo tratamento psiquiátrico e batalhas contra a depressão.

## Vida pessoal
Wax é casada com o produtor e diretor de televisão Ed Bye . Eles têm três filhos: Max (nascido em 1988), Madeleine (nascida em 1990) e Marina (nascida em 1993).
Em um episódio da BBC Who Do You Think You Are? em 2017, Wax revelou que sua bisavó e tia-avó haviam sido internadas em asilos psiquiátricos em Brno e Viena, pois estavam incuravelmente "agitadas".
Em 2019, Wax caiu de um cavalo durante as férias, ferindo gravemente as costas. Ela teve que cancelar seu show How to Be Human no Festival Fringe de Edimburgo como resultado de seus ferimentos.

## Filmografia

### Filmes
| Ano  | Título                                          | Papel                            | Notas              |
| ---- | ----------------------------------------------- | -------------------------------- | ------------------ |
| 1981 | Carruagens de fogo                              | Bunty                            |                    |
| 1981 | Tratamento de choque                            | Betty Hapschatt                  |                    |
| 1981 | Título BR:A Profecia III - O Conflito Final     | Secretário do Embaixador dos EUA | Não creditado      |
| 1982 | Título BR: Pintou Sujeira                       | Patrono do Restaurante           |                    |
| 1985 | Romance no Expresso do Oriente                  | Susan Lawson                     | filme de televisão |
| 1985 | Água                                            | Executivo Spenco                 |                    |
| 1986 | venha dançar                                    | Ela mesma                        | Documentário       |
| 1998 | Memórias de Miami de Ruby Wax                   | Ela mesma                        | Documentário       |
| 1991 | Ruby faz uma viagem. .                          | Ela mesma                        | Documentário       |
| 1992 | WAX: atos                                       | Ela mesma                        | Documentário       |
| 1997 | Título BR: Os pequeninos                        | Town Hall Clerk                  |                    |
| 2000 | Ruby Wax fica na rua                            | Ela mesma                        | Documentário       |
| 2005 | Tara Road: Aprendendo a Viver                   | Carlota                          |                    |
| 2008 | Agent Crush                                     | Charleen Chinstubble (voz)       |                    |
| 2011 | Título Br: O guia britânico para exibicionistas | Ela mesma                        | Documentário       |
| 2012 | Sir Billi                                       | Patty Turner (voz)               |                    |
| 2021 | Ron Bugado                                      | Sra. Hartley (voz)               |                    |

| Year       | Title                                               | Role                    | Notes                                                |
| ---------- | --------------------------------------------------- | ----------------------- | ---------------------------------------------------- |
| 1979       | Not the Nine O'Clock News                           |                         | 1 episode                                            |
| 1980       | <i id="mwAdA">The Professionals</i>                 | Lonnie                  | Episode: "Blood Sports"                              |
| 1985       | <i id="mwAdc">Happy Families</i>                    | Waitress                | Episode: "Cassie"                                    |
| 1985–1986  | <i id="mwAd4">Girls on Top</i>                      | Shelley                 | 13 episodes                                          |
| 1986–1992  | Wogan                                               | Herself                 | 5 episodes                                           |
| 1987–1988  | Don't Miss Wax                                      | Herself - Host          | 16 episodes                                          |
| 1988–1989  | Wax on Wheels                                       | Herself                 |                                                      |
| 1988–1993  | Count Duckula                                       | Various (voice)         | 15 episodes                                          |
| 1989       | Red Dwarf                                           | Blaize Falconberger     | Episode: "Timeslides"                                |
| 1989       | East Meets Wax                                      | Herself                 |                                                      |
| 1989       | Class of '69                                        | Presenter               |                                                      |
| 1990       | Hit and Run                                         | Presenter               | 1 episode                                            |
| 1991–1994  | The Full Wax                                        | Presenter               | 23 episodes                                          |
| 1992       | The Comic Strip Presents...                         | Sue                     | Episode: "Wild Turkey"                               |
| 1992       | Wax Acts                                            | Presenter               |                                                      |
| 1993       | Wax Cracks Hollywood                                | Presenter               |                                                      |
| 1994–1998  | Ruby Wax Meets...                                   | Presenter               | 21 episodes                                          |
| 1995, 2001 | Absolutely Fabulous                                 | Candy / Beth De Woodi   | Also script editor (39 episodes)                     |
| 1996       | Oscar's Orchestra                                   | Hannah the Harp (voice) |                                                      |
| 1997–2000  | Ruby                                                | Presenter               | BBC talk show; 48 episodes                           |
| 1999–2000  | Ruby's American Pie                                 | Presenter               | 12 episodes                                          |
| 1999       | Ruby                                                | Presenter               | Talk-reality show airing on Lifetime; 10 episodes    |
| 2001       | Hot Wax                                             | Presenter               |                                                      |
| 2001–2002  | <i id="mwAlc">The Waiting Game</i>                  | Presenter               |                                                      |
| 2002       | Commercial Breakdown                                | Presenter               | 8 episodes                                           |
| 2002       | The Ruby Wax Show                                   | Presenter               |                                                      |
| 2002–2003  | V Graham Norton                                     | Herself - Guest         | 4 episodes                                           |
| 2003       | Ruby Wax With...                                    | Presenter               | 6 episodes                                           |
| 2003       | Comic Relief Does Fame Academy                      | Herself                 | Series one                                           |
| 2003       | The Big Read                                        | Herself                 | 2 episodes                                           |
| 2003       | Have I Got News for You                             | Herself                 | 1 episode                                            |
| 2004       | Ruby Does the Business                              | Herself                 | Mini-series                                          |
| 2004       | Planet Cook                                         | Roxie (voice)           |                                                      |
| 2004       | French and Saunders                                 | The Executive           | 1 episode                                            |
| 2005       | Jackass                                             | Herself                 | Episode: "Gumball 3000 Rally Special"                |
| 2005       | <i id="mwAps">Gameshow Marathon</i>                 | Herself - Contestant    | 4 episodes                                           |
| 2006       | Cirque de Celebrité                                 | Presenter               | 10 episodes                                          |
| 2006       | Popetown                                            | The Pope (voice)        | 10 episodes                                          |
| 2006       | Dawn French's Girls Who Do Comedy                   | Herself                 | 3 episodes                                           |
| 2009       | Taking the Flak                                     | Candida                 | Episode: "Black Gold"                                |
| 2012       | Ruby Wax's Mad Confessions                          | Herself                 |                                                      |
| 2013       | Anna &amp; Katy                                     | Herself                 | 1 episode                                            |
| 2013       | College Tour                                        | Herself                 | 1 episode                                            |
| 2013       | <i id="mwAss">The Spa</i>                           | Herself                 | Episode: "Christmas Special: Strangers in the Night" |
| 2014       | Crackanory                                          | Host - Presenter        | Episode: "Let Me Be the Judge & I'm Still Here"      |
| 2017       | <i id="mwAtg">Who Do You Think You Are?</i>         | Herself                 | 1 episode                                            |
| 2017       | Head Talks                                          | Herself                 |                                                      |
| 2017       | <i id="mwAuI">Thunderbirds Are Go</i>               | Hayley Edmonds (voice)  | Episode: "Bolt from the Blue"                        |
| 2018       | Ruby Wax: How to Be Human                           | Presenter               | Mini-series                                          |
| 2020       | <i id="mwAu8">Question Time</i>                     | Herself                 | 1 episode                                            |
| 2021       | When Ruby Wax Met…                                  | Herself                 | 3 episodes                                           |
| 2022       | <i id="mwAvs">Countdown</i>                         | Herself                 | Dictionary corner; 5 episodes                        |
| 2022       | The Great Celebrity Bake Off for Stand Up to Cancer | Herself                 | 1 episode                                            |
| 2022       | Gogglebox                                           | Herself                 |                                                      |
| 2022       | Trailblazers: A Rocky Mountain Road Trip            | Herself                 | 3 episodes                                           |
| 2023       | Ruby Wax: Cast Away                                 | Herself                 | 2 episodes                                           |
| 2023       | <i id="mwAxU">The Weakest Link</i>                  | Celebrity Contestant    | 1 episode                                            |